# Telomer (chemia)
Telomer − w chemii polimerów to zazwyczaj krótki (ale czasami też dłuższy) polimer, posiadający na obu końcach aktywne grupy funkcyjne zdolne do dalszej polimeryzacji.
Telomery nazywa się także czasami prepolimerami funkcyjnymi. Telomery wykorzystuje się w przemyśle do syntezy kopolimerów blokowych, rozałęzionych i usieciowanych.
Typowym przykładem są tu np. pianki poliuretanowe, które otrzymuje się z telomerów posiadających wolne grupy OH i niskocząsteczkowych izocyjanianów.